# Charles Micallef (1943-2011)
Charles Micallef (9 ottobre 1943 – 25 marzo 2011) è stato un calciatore maltese, di ruolo attaccante.

## Carriera

### Nazionale
Ha collezionato otto presenze con la propria Nazionale.